# Provincia de Khánh Hòa
La provincia de Khanh Hoa se halla situada al sur de Vietnam en el extremo este de la península de Indochina. Cuenta con una población aproximada de 1 066 300 habitantes y una extensión de 5197 km².
Su capital y principal ciudad es Nha Trang y la segunda ciudad en importancia es Cam Ranh.
Khanh Hoa albergó la residencia de verano del último emperador de Vietnam. En la década de los 60 y principios de los 70 del siglo XX se instaló en ella la gran base estadounidense durante la guerra de Vietnam. Así mismo fue el emplazamiento elegido para emplazar el cuartel general de los Boinas Verdes.
- Datos: Q33369
- Multimedia: Khanh Hoa / Q33369